# سیارک ۱۱۳۲۸
سیارک ۱۱۳۲۸ (به انگلیسی: 11328 Mariotozzi، نامگذاری:1995UL) یازده هزار و سیصد و بیست و هشتمین سیارک کشف شده‌است که در ۱۹ اکتبر ۱۹۹۵ کشف شد.